# Raffaele de Marinis
Raffaele de Marinis (anche Raffaele C. de Marinis, Raffaele Carlo de Marinis) (Milano, 7 aprile 1941 – Milano, 7 giugno 2023) è stato un archeologo e funzionario italiano, studioso della preistoria e protostoria, a cui dedicò numerose pubblicazioni, e per anni docente all'Università degli Studi di Milano.

## Biografia
Nato nel 1941, laureato in Lettere Classiche presso l'Università degli Studi di Milano nel 1967, con una tesi di Paletnologia ("La necropoli ligure di Chiavari") fu, dal 1979 al 1987, funzionario archeologo presso la Soprintendenza Archeologica della Lombardia e responsabile della Preistoria e Protostoria per le province di Como, Brescia e Mantova. Dal 1987 al 2000, fu professore associato di Paletnologia presso la Facoltà di Lettere e Filosofia della Università degli Studi di Milano, e in seguito professore ordinario di Preistoria e Protostoria presso lo stesso ateneo.
Fu membro corrispondente dell'Istituto Nazionale di Studi Etruschi ed Italici di Firenze, socio emerito e membro ordinario dell'Istituto Italiano di Preistoria e Protostoria, di cui è stato membro del Consiglio Direttivo a partire dal 1995, e, dal 2009 al 2012, anche Presidente.  Era inoltre membro del comitato scientifico di Archeologia Viva.

## Opere
- Preistoria e protostoria in Lombardia e Canton Ticino, 2022
- L'età del rame: la Pianura Padana e le Alpi al tempo di Ötzi, 2013
- Alle origini di Varese e del suo territorio : le collezioni del sistema archeologico provinciale, 2009
- L'abitato etrusco del Forcello di Bagnolo S. Vito (Mantova): le fasi arcaiche, 2007
- Ancora su i Liguri : un antico popolo europeo tra Alpi e Mediterraneo, 2007
- Studi sull'abitato dell'età del bronzo del Lavagnone, Desenzano Del Garda, 2007
- I Leponti tra mito e realta, 2000
- Ötzi : L'uomo venuto dal ghiaccio : La mummia del Similaun, 1998
- La terramara dell'eta del Bronzo recente di Ca de Cessi (Sabbioneta, Mantova),
- Dalla fine dell'età del bronzo all'inizio della colonizzazione etrusca a nord del Po, 1987
- Gli Etruschi a nord del Po, 1987
- Il mondo antico: dalle origini all'Egitto, con un contributo di Patrizia Frontini, 1984
- The La Tene Culture of the Cisalpine Gauls , 1977
- Le tombe di guerriero di Sesto Calende e le spade e i pugnali Halstattiani scoperti nell'Italia Nord-occidentale, 1975
- La cultura materiale della Valcamonica nell'età del bronzo e del ferro, 1974
- La situla di Trezzo (Milano), 1974
- L'orizzonte degli elmi tipo Negau nell'Italia settentrionale, 1973
- Materiali dell'Eta del bronzo dalla Valcamonica e dal Sebino, Brescia, 1972
- Nuovi dati sulle spade della tarda età del bronzo nell'Italia settentrionale, 1972
- Ritrovamenti dell'età del bronzo finale in Lombardia: contributo alla suddivisione in periodi del protogolasecca, 1972
- La seconda rivoluzione del radiocarbonio, 1972
- Note relative alla cronologia della cultura di Golasecca, 1970
- Qualche ritrovamento inedito dell'età del Bronzo finale in Lombardia, 1970
- Le spade di Monza della tarda eta del bronzo, 1970